# 이건주
이건주(1981년 3월 10일 ~ )는 대한민국의 배우, 가수, 무속인이다.

## 출연작

### 영화
- 은하에서 온 별똥왕자1(1987년 07월) 순돌이 역
- 은하에서 온 별똥왕자2(1987년 12월) 순돌이 역
- 은하에서 온 별똥왕자3(1988년 05월) 순돌이 역
- 《어른들은 몰라요》 (1988년) - 달콤이 역
- 《전설철인 키매랑》 (1990년) - 차돌이 역
- 《꼬마 대부》 (1990년)
- 《가출소년과 쌍코대작전》 (1992년) - 순돌이 역
- 《정글북 더빙판》 (1993년) - 모글리 역
- 《골뱅이@실명제》 (2001년) - 성준 역
- 《DMZ, 비무장지대》 (2004년) - 이건주 역
- 《쟤, 믿는 영화》 (2007년) - 준호 역
- 《스카우트》 (2007년) - 선동열 역
- 《강철대오: 구국의 철가방》 (2012년) - 준철 역
- 《열한시》 (2013년) - 김문순 역
- 《여배우는 너무해》 (2014년) - 맹군 역

### 텔레비전 드라마
- 《시사회》 (1986년, MBC)
- 《한지붕 세가족》 (1987년, MBC)
- 《조선백자 마리아상》 (1988년, KBS1)
- 《대원군》 (1990년, MBC)
- 《반디네집》 (1992년 ~ 1993년, SBS)
- 《반올림 3》
- 《칼잡이 오수정》 (2007년, SBS) - 어린 고만수 역
- 《왕과 나》 (2007년 ~ 2008년, SBS)
- 《장옥정, 사랑에 살다》 (2013년, SBS)

### 연극
- 《햄릿》《마술가게》

### 뮤지컬
- 《가스펠》

### CF
- 1986년 삼양식품 라또마니 (Feat. 이용식)
- 1986년 해태제과 오예스
- 1987년 매일유업 매일 요구르트 (Feat. 이용식)
- 1988년 GC녹십자 제놀 ("MBC 드라마 - 한지붕 세가족" 팀으로 출연)
- 1988년 기아자동차 베스타 ("MBC 드라마 - 한지붕 세가족" 팀으로 출연)
- 1989년 해표 고무장갑 ("MBC 드라마 - 한지붕 세가족" 팀으로 출연)
- 1989년 웅진씽크빅 웅진 아이큐 ("MBC 드라마 - 한지붕 세가족" 팀으로 출연)

## 음반
- 《First Album》 이건주 2010.06.29 트로트
  - 〈미안해요〉
  - 〈미쳐〉
  - <미안해요>(Remix)
  - <미쳐> (Remix)
  - <미안해요>(Inst)
  - <미쳐>(Inst)
  - <미안해요>(Remix)(Inst)
  - <미쳐>(Remix)(Inst)
- 어른들은 몰라요  발매일 1988.5.01
- 지구레코드사에서  컴필레이션 형식으로 발매
- 수록곡
- SIDE A
- 어른들은 몰라요 / 이건주와 어린이들
- 어린이 세계 / 이건주와 어린이들
- 우리의 이야기를 들어주세요 / 이건주와 어린이들
- 우리 엄마 / 이건주
- 아저씨 말하주세요 / 이건주와 어린이들
- SIDE B
- 아름다운 세상 / 김혜수
- 사랑의 신비 / 홍종명
- 두사람(Dno) / 김혜수, 권인하
- 아름다운 세상(Love Theme)
- 우리 엄마(B.G Theme)
- 각 제목당  왼쪽 부분 ●이거 누가 좀 없애주세요.

## 수상
- 제23회 백상예술대상 TV부문 아역상
- MBC 방송연기대상 아역상
- 문화일보 아역상